# Ehrennadel des Deutschen Feuerwehrverbandes
Die Ehrennadel wird vom Präsidenten des Deutschen Feuerwehrverbandes (DFV) in Silber und Gold verliehen. Die Stiftung der Ehrennadel erfolgte auf Vorschlag des DFV-Präsidenten, dabei kann die „Goldene Ehrennadel“ nicht beantragt werden, sie wird nur durch Vorschlag des DFV-Präsidenten verliehen.

## Gestaltung
Die Ehrennadel besteht aus dem Verbandssignet des DFV und einem Lorbeerzweig in Silber oder Gold.
Bereits im Jahr 1929 verlieh der DFV ein ähnliches Ehrenzeichen, hier wurde das damalige neue DFV-Verbandsignet mit Eichlaubkranz in Silber und Gold für Verdienste um die Feuerwehr verliehen, insbesondere bei Dienstjubiläen. Von 1948 bis 1953 wurde eine Ehrennadel in Gold mit Eichenlaubkranz verliehen, die der Fassung von 1929 entsprach.

## Verleihung
Eine Quote für die Verleihung der Ehrennadel des DFV besteht nicht. Maßgebend für die Verleihung sind ausschließlich Verdienste und Würdigkeit. Mit der „Silbernen Ehrennadel“ des Deutschen Feuerwehrverbandes werden Personen geehrt, die besonders aktiv und erfolgreich die Aufgaben und Ziele der Feuerwehrverbände gefördert haben. Diese Auszeichnung ergänzt seit 2005 die „Goldene Ehrennadel“.

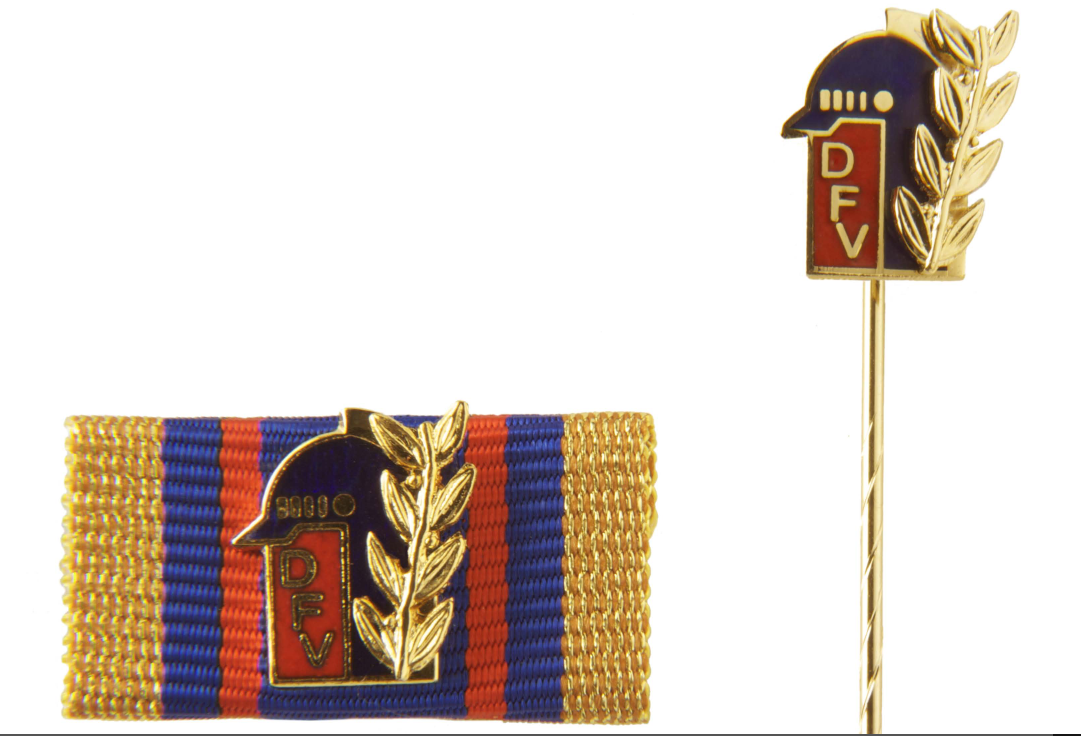
Goldene Ehrennadel des DFV hier mit Bandschnalle, seit 1953

## Trageweise
Die Ehrennadel wird im Original als Knopflochminiatur für den Zivilanzug getragen. Die passende Bandschnalle zur Ehrennadel, trägt man auf der linken Seite über der Brusttasche.